# Шидлово (гміна, Млавський повіт)
Гміна Шидлово (пол. Gmina Szydłowo) — сільська гміна у центральній Польщі. Належить до Млавського повіту Мазовецького воєводства.
Станом на 31 грудня 2011 у гміні проживало 4720 осіб.

## Площа
Згідно з даними за 2007 рік площа гміни становила 122.21 км², у тому числі:
- орні землі: 80.00%
- ліси: 13.00%

Таким чином, площа гміни становить 10.44% площі повіту.

## Населення
Станом на 31 грудня 2011:
| Опис     | Загалом | Загалом | Чоловіки | Чоловіки | Жінки | Жінки |
| -------- | ------- | ------- | -------- | -------- | ----- | ----- |
| одиниця  | осіб    | %       | осіб     | %        | осіб  | %     |
| все      | 4720    | 100     | 2383     | 50.49    | 2337  | 49.51 |
| міське   | 0       | 100     | 0        |          | 0     |       |
| сільське | 4720    | 100     | 2383     | 50.49    | 2337  | 49.51 |

## Сусідні гміни
Гміна Шидлово межує з такими гмінами: Вечфня-Косьцельна, Вішнево, Ґрудуськ, Дзежґово, Млава, Ступськ.